# Jörg Hamann

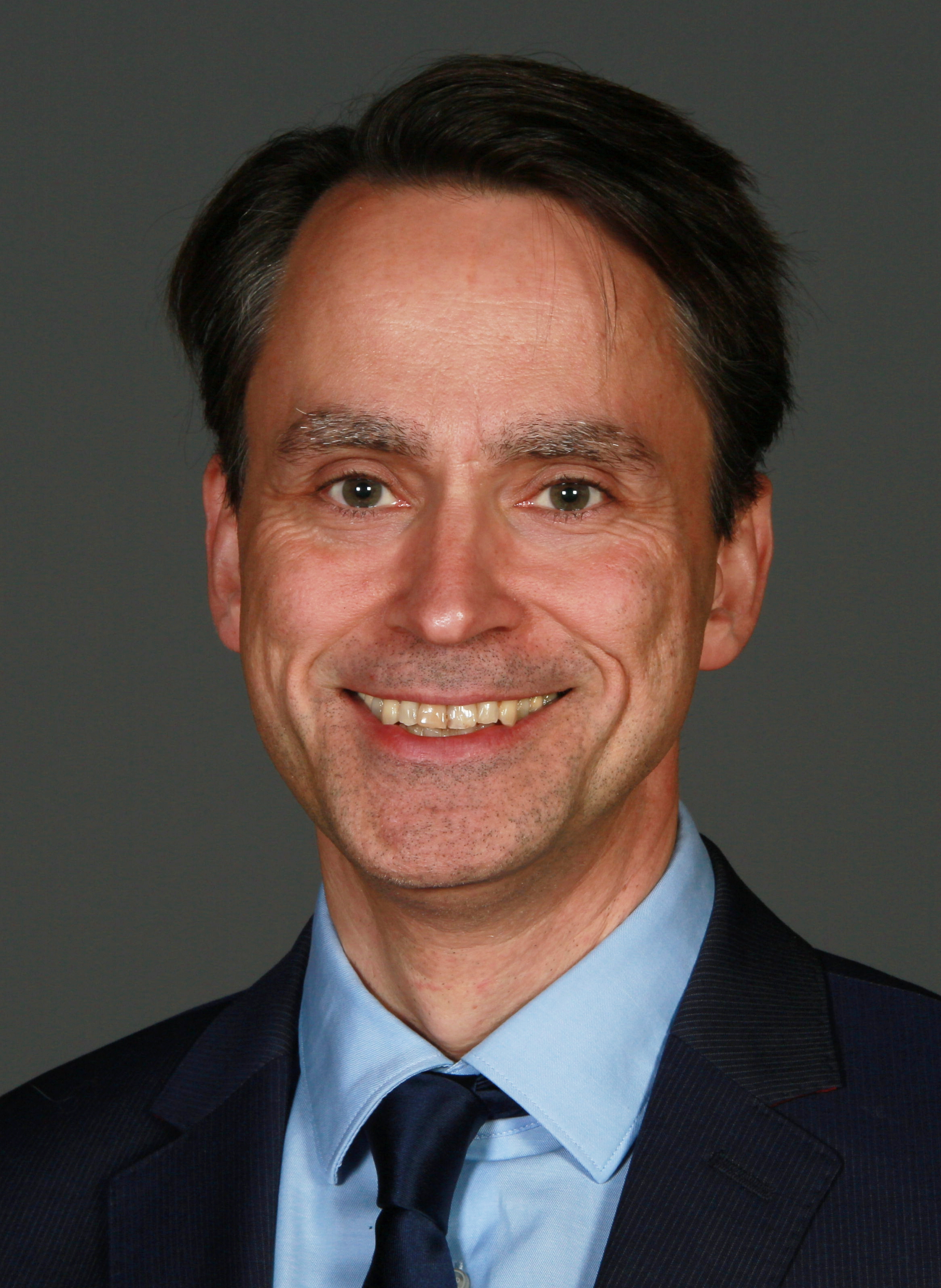
Jörg Hamann (2018)

Jörg Hamann (* 17. Juni 1965 in Hamburg) ist ein Hamburger Politiker der CDU.

## Leben
Nach dem Abitur studierte Hamann Rechtswissenschaft an der Universität Hamburg. Seit 1997 ist er Rechtsanwalt in einer wirtschaftsrechtlich orientierten Kanzlei. 
Er ist verheiratet und hat eine Tochter.

## Politik
Mit 16 Jahren trat Hamann in die Junge Union und in die CDU ein. Seitdem ist er in der Kommunalpolitik tätig. 1997 wurde er Mitglied der Bezirksversammlung im Bezirk Hamburg-Mitte und 2001 dort Fraktionsvorsitzender. 
Vom 17. März 2004 bis 2020 war er Mitglied der Hamburgischen Bürgerschaft und dort Vorsitzender des Stadtentwicklungsausschusses und Sprecher der CDU-Abgeordneten im Eingabenausschuss sowie Mitglied der Härtefallkommission und stellvertretendes Mitglied des Sozialausschusses.
Der 2020 gewählten Bürgerschaft gehört er nicht mehr an.